# 永乐店镇
永乐店镇，是中华人民共和国北京市通州區下辖的一个镇，也是通州区内两处京津冀三地交界点所在乡镇之一（另一个为漷县镇）。

## 历史
1938年，伪通县公署编制的《通县概况一览》中，永乐店镇为通县六镇之一，位于通县县城南四十里。系土寨，三百九十余户居民，二千八百四十余人。交通虽不甚便，但商业尚发达。有商号一百五十余家，其中，较大的粮行五家，烧锅（酿酒）五家，布业十余家，杂货十余家。每逢单日为集市日，周边二十余里居民集易于此。特产为柳条编织品:3。
2001年11月13日，柴厂屯镇并入永乐店镇。

## 行政区划
永乐店镇下辖以下地区：
永乐店一村、永乐店二村、永乐店三村、新西庄村、陈辛庄村、邓庄村、后甫村、东张各庄村、老槐庄村、孔庄村、大羊村、小南地村、南堤寺东村、南堤寺西村、小务村、西槐庄村、坚村、小安村、后营村、马合店村、鲁城村、大务村、东河村、西河村、德仁务前街村、德仁务中街村、德仁务后街村、柴厂屯村、后马坊村、前马坊村、半截河村、兴隆庄村、三垡村、小甸屯村、胡家村、应寺村、熬硝营村和临沟屯村。